# Yezid García Abello
Yezid García Abello (Santa Marta, Magdalena, 29 de junio de 1948), ingeniero civil de la Universidad de los Andes y político colombiano. 
Es secretario general del Partido del Trabajo de Colombia (PTC).
Se desempeñó como Concejal de Bogotá por la Alianza Verde (partido del que era miembro el PTC), siendo defensor de las ejecuciones del entonces alcalde mayor de Bogotá Gustavo Petro y su programa de gobierno Bogotá Humana (2012-2015). Fue dirigente del movimiento estudiantil de 1971, el más extenso, prolongado, masivo y claro en sus objetivos de la historia colombiana.[cita requerida] Estuvo entre los fundadores de la Juventud Patriótica y muy joven ingresó a las filas del naciente Partido del Trabajo de Colombia.

## Biografía
En el movimiento obrero se dedicó a labores formativas y organizativas, y asesoró los sindicatos de Icollantas, Telecom, Ecopetrol, Caja Agraria, maestros, trabajadores bancarios, de la salud, de las flores, vendedores ambulantes y muchos otros.
En 1988 participó en la fundación de la Confederación de Trabajadores Democráticos de Colombia, CTDC, e integró su Comité Ejecutivo como secretario de asuntos políticos.
En 1992 participó en la única fusión de dos centrales obreras que se ha dado en Colombia: la de la CTDC con la CGT (Confederación General del Trabajo) que dio nacimiento a la Confederación General de Trabajadores Democráticos, CGTD, en calidad de secretario general adjunto. Desde ese cargo fue uno de los orientadores de una de las más importantes lucha de los trabajadores colombianos contra el neoliberalismo, el paro nacional de Telecom de abril de 1992. En 1998 fue uno de los líderes del paro nacional estatal de 21 días dirigido por el Comando Nacional Unitario en defensa del patrimonio público.
Ocupó el cargo de director del Instituto de Formación Sindical Francisco Mosquera de Sintracreditario.
En representación de los trabajadores fue miembro del Consejo Directivo Nacional del Sena por varios años.

### Polo Democrático Alternativo
Como dirigente del Partido del Trabajo de Colombia ingresó al Polo Democrático Independiente y fue miembro de su Comité Ejecutivo hasta 2010. En compañía de otros dirigentes adelantó un debate en defensa del carácter amplio del Polo, la condena categórica a la lucha armada y al terrorismo, y mantuvo una actitud crítica frente al gobierno del Polo y Samuel Moreno en Bogotá.

### Movimiento Progresistas

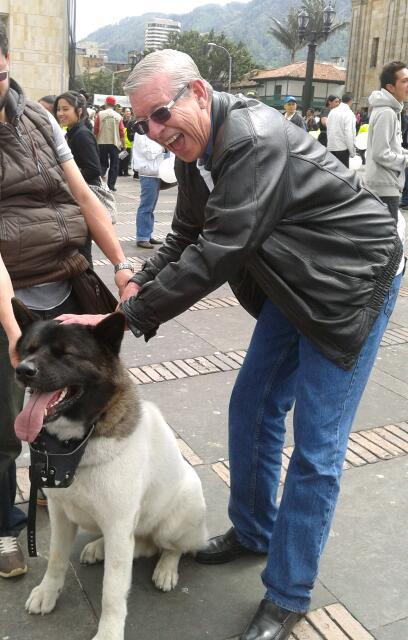
En la marcha animalista de 2012

Una vez renunció al Polo Democrático Alternativo junto con su organización política el Partido del Trabajo de Colombia, participó activamente en la fundación del Movimiento Progresistas liderada por el alcalde mayor de Bogotá Gustavo Petro. Integró la lista del progresismo al Concejo de Bogotá y fue elegido Concejal de Bogotá con 9621 votos.
“Soy un hombre vinculado desde hace más de 35 años al movimiento sindical en calidad de dirigente, de militante, de asesor, de negociador, de instructor y formador de dirigentes sindicales. Mi vida ha sido el sindicalismo y los trabajadores, por eso mi candidatura terminó recogiendo la voluntad y el sentimiento de diversos sectores sociales y sindicales de las tres centrales obreras, sin distinción, y de mucha gente que en mí encontró una reivindicación política. Aspiré por petición de muchos trabajadores de distintos movimientos políticos que consideraron que era el momento de que los trabajadores tuvieran un representante en el Concejo”, dice, al explicar la razón de su triunfo.
Siendo concejal del Movimiento Progresistas, participó activamente en las asambleas locales y distritales del progresismo. Fue el concejal que más impulsó la organización colectiva de Progresistas.

### Concejo de Bogotá
Fue concejal de Bogotá por el Partido Alianza Verde. Se caracterizó por ser el defensor del alcalde Gustavo Petro en el Concejo.
Fue concejal de causas populares. El 24 de octubre de 2012 protestó por la presencia del multimillonario en Colombia Carlos Slim, dueño de la empresa de telefonía móvil Claro. Su protesta consistió en quemar banderas de la multinacional en la plazoleta del Concejo de Bogotá. Fue un hecho sin precedentes. 

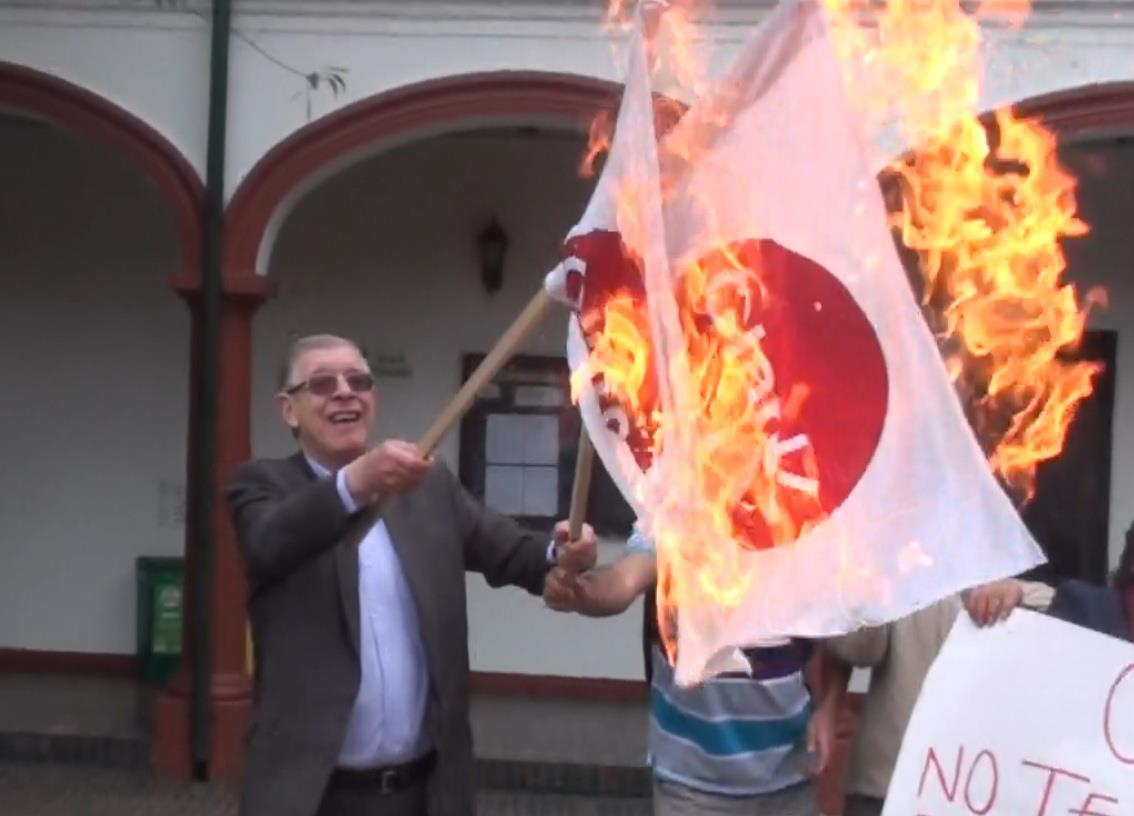
Concejal Yezid García, quema banderas de multinacional Claro

Ha sido ponente de diferentes proyectos de acuerdos distritales: la creación de la Secretaría de Seguridad, la derogatoria del impuesto por valorización, el cupo de endeudamiento para grandes obras de infraestructura como los metrocables y Transmilenio por la Avenida Boyacá, la tarifa diferencial en el transporte público para estudiantes de colegios y universidades públicas, entre otras. Sus debates públicos en defensa del Metro, su participación en la aprobación del Plan de Desarrollo, en particular lo concerniente al trabajo decente como política pública, la sustentación del POT ambiental, la atención del sistema distrital de salud, entre otros, han sido objeto de la atención del concejal.
Como concejal citó al contralor distrital Diego Ardila a un debate de control político. La omisión cometida por este en el caso de la entrega de los camiones recolectores que los operadores privados debían hacerle al Distrito, motivó esta citación. El silencio del contralor ante dicha situación dejó muchas dudas, expresó el concejal García en el debate, máxime, cuando existen declaraciones de varios testigos, que esta negativa fue fraguada de manera premeditada para realizar un complot contra el alcalde Gustavo Petro, durante la llamada crisis de las basuras el 18 de diciembre de 2012. Sin embargo, cuatro meses después de la crisis, el contralor Ardila, por fuerza de la argumentación política y jurídica del concejal, terminó dándole la razón.

#### Activa participación en la restitución del cargo al Alcalde Gustavo Petro
El concejal Yezid García se mantuvo en su posición destacada de defensa a los programas y logros de la Bogotá Humana y señalando en diferentes espacios públicos la arbitrariedad de la sanción impuesta por el procurador general al alcalde mayor Gustavo Petro. Fue así como hizo parte del movimiento cívico que promovió el otorgamiento de las medidas cautelares por parte de la Corte Interamericana de Derechos Humanos. 

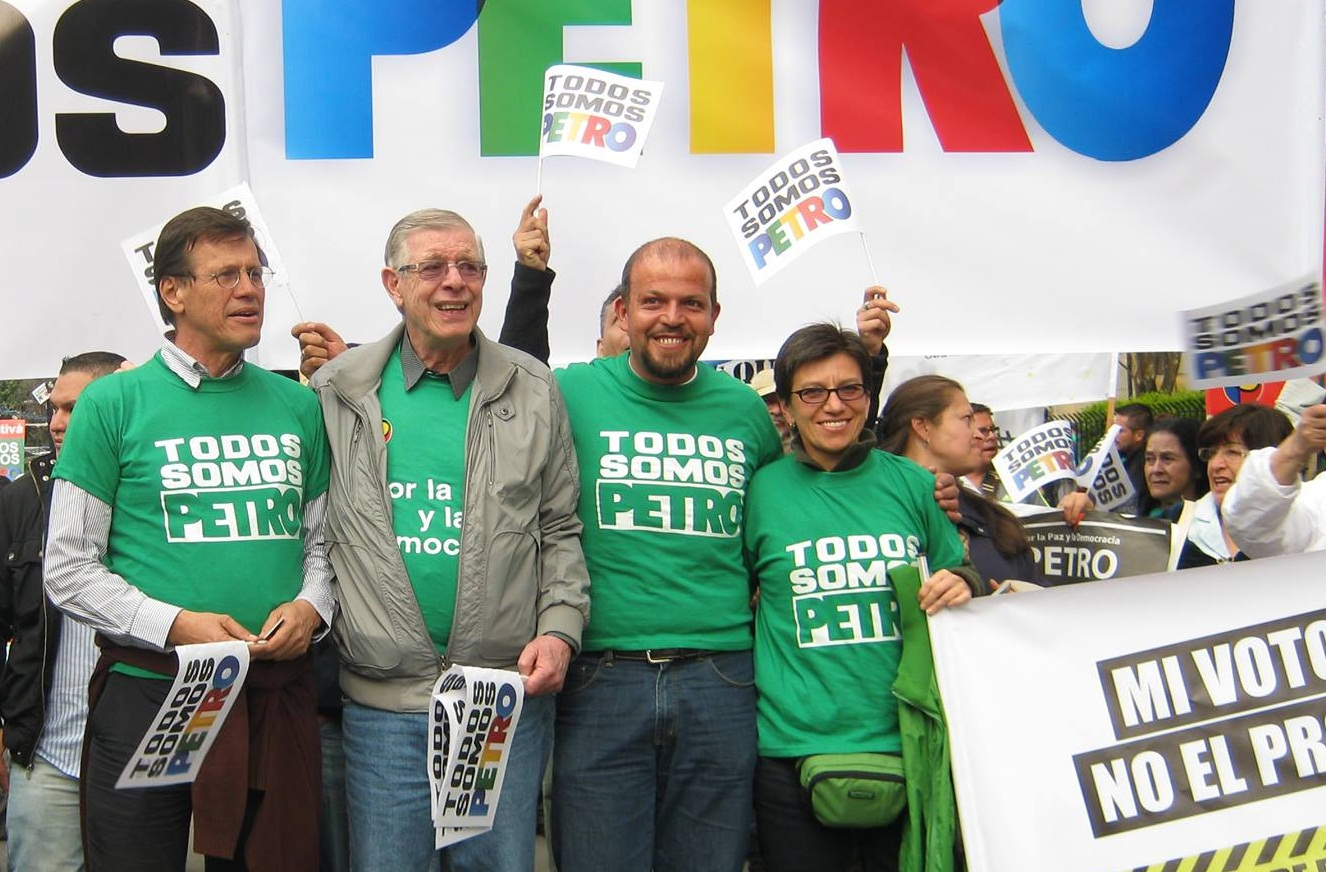
En las movilizaciones de apoyo a Gustavo Petro

Acompañó y promovió la movilización de sus electores y amigos hacía la Plaza de Bolívar en señal de protesta durante todo el mes de diciembre en 2012 cuando el procurador Alejandro Ordóñez quiso destituir del cargo al alcalde Gustavo Petro e inhabilitarlo arbitrariamente por 15 años para ocupar cargos públicos.
Debido a que la mayoría de concejales de Bogotá celebraron la destitución del alcalde Petro, el concejal Yezid hizo una intervención en el Concejo de Bogotá en la que expresó: "los señores de las empresas privadas de aseo decidieron sabotear el modelo público para defender su interés particular (...) ¿Dónde está el reclamo de este cabildo a los operadores privados de aseo; operadores deshonestos, saboteadores que no cumplen la ley ¿dónde están los equipos propiedad de la ciudad?" Y refiriéndose al señor procurador dijo: "¿es qué no se dan cuenta de que estamos ante un fanático orate, no se dan cuenta de que este señor corresponde a una época que ya pasó? Época que ya la humanidad supero, que la civilización y la modernidad cerraron ese capítulo que representa el señor Procurador en la sociedad colombiana".

### Alianza Verde
Previo a las elecciones parlamentarias en 2014, el Movimiento Progresistas (encabezado por el senador Antonio Navarro Wolff y el exsecretario de Gobierno Guillermo Asprilla) inició un proceso de fusión con el Partido Verde. Yezid García fue elegido en una asamblea del progresismo en Bogotá, para participar como compromisario en ese proceso de fusión.
El 21 de octubre de 2013, solicitó a la investigadora Claudia López ser candidata al Senado en formula con el candidato del PTC a la Cámara de Representantes por Bogotá, Francisco Castañeda. Yezid y su organización política consideraron que Claudia podría jugar un destacado papel en el Congreso que hará las leyes para la paz de Colombia. Claudia López, fue elegida como senadora con casi 90.000 votos, de los cuales 40.000 fueron en Bogotá.
Actualmente es miembro de la Dirección Nacional de la Alianza Verde.
Desde el primero de septiembre de 2021 asumió sus funciones como senador de la República en reemplazo de Juan Luis Castro Córdoba debido a quebrantos de salud.